# تشينو هيلس (كاليفورنيا)
تشينو هيلس (بالإنجليزية: Chino Hills )‏ هي إحدى مدن مقاطعة سان بيرناردينو، كاليفورنيا. تم إعطاءها لقب مدينة في 1 ديسمبر، 1991.

## التركيبة السكانية
حدّد مكتب تعداد الولايات المتحدة بيانات التركيبة السكانية لتشينو هيلس في تعداد الولايات المتحدة. في ما يلي، التركيبة السكانية حسب تعدادي 2000 و2010.

### تعداد عام 2000
بلغ عدد سكان تشينو هيلس 66,787 نسمة بحسب تعداد عام 2000، وبلغ عدد الأسر 20,039 أسرة وعدد العائلات 17,075 عائلة مقيمة في المدينة. في حين سجلت الكثافة السكانية 576.7 نسمة لكل كيلومتر مربع (1,493.6/ميل2). وبلغ عدد الوحدات السكنية 20,414 وحدة بمتوسط كثافة قدره 176.3 لكل كيلومتر مربع (456.6/ميل2).
وتوزع التركيب العرقي للمدينة بنسبة 56.38% من البيض و5.54% من الأمريكيين الأفارقة و0.56% من الأمريكيين الأصليين و22.08% من الأمريكيين ذوي الأصول الآسيوية و0.13% من سكان جزر المحيط الهادئ و10.57% من الأعراق الأخرى و4.74% من عرقين مختلطين أو أكثر و25.68% من الهسبانيون أو اللاتينيون من أي عرق.
بلغ عدد الأسر 20,039 أسرة كانت نسبة 57% منها لديها أطفال تحت سن الثامنة عشر تعيش معهم، وبلغت نسبة الأزواج القاطنين مع بعضهم البعض 72.6% من أصل المجموع الكلي للأسر، ونسبة 8.5% من الأسر كان لديها معيلات من الإناث دون وجود شريك، بينما كانت نسبة 4.2% من الأسر لديها معيلون من الذكور دون وجود شريكة وكانت نسبة 14.8% من غير العائلات. تألفت نسبة 10.8% من أصل جميع الأسر من عدة أفراد يعيشون في نفس المنزل ونسبة 1.6% كانت تتألف من شخص يعيش بمفرده يبلغ من العمر 65 عاماً أو أكثر. وبلغ متوسط حجم الأسرة المعيشية 3.33، أما متوسط حجم العائلات فبلغ 3.61.
بلغ العمر الوسطي للسكان 32.3 عاماً. وكانت نسبة 32.7% من القاطنين تحت سن الثامنة عشر، وكانت نسبة 7.4% بين الثامنة عشر والرابعة والعشرين عاماً، ونسبة 35.6% كانت واقعةً في الفئة العمرية ما بين الخامسة والعشرين والرابعة والأربعين عاماً، ونسبة 19.9% كانت ما بين الخامسة والأربعين والرابعة والستين، ونسبة 4.2% كانت ضمن فئة الخامسة والستين عاماً فما فوق. يوجد لكل 100 أنثى 98.5 ذكر، ويوجد لكل 100 أنثى في الثامنة عشر من عمرها فما فوق 95.1 ذكر.
بلغ متوسط دخل الأسرة في المدينة 78,374 دولارًا، أما متوسط دخل العائلة فبلغ 81,794 دولارًا. وكان متوسط دخل الذكور 55,272 دولارًا مقابل 38,620 دولارًا للإناث. وسجل دخل الفرد الخاص بالمدينة 26,182 دولارًا. وكانت نسبة 3.7% من العائلات ونسبة 5.1% من السكان تحت خط الفقر، وكان من هؤلاء نسبة 6.5% تحت سن الثامنة عشر ونسبة 4.9% في الخامسة والستين من العمر وما فوق.

### تعداد عام 2010
بلغ عدد سكان تشينو هيلس 74,799 نسمة بحسب تعداد عام 2010، وبلغ عدد الأسر 22,941 أسرة وعدد العائلات 19,322 عائلة مقيمة في المدينة. في حين سجلت الكثافة السكانية 645.9 نسمة لكل كيلومتر مربع (1,672.9/ميل2). وبلغ عدد الوحدات السكنية 23,617 وحدة بمتوسط كثافة قدره 203.9 لكل كيلومتر مربع (528.1/ميل2).
وتوزع التركيب العرقي للمدينة بنسبة 50.85% من البيض و4.57% من الأمريكيين الأفارقة و0.51% من الأمريكيين الأصليين و30.32% من الأمريكيين ذوي الأصول الآسيوية و0.15% من سكان جزر المحيط الهادئ و8.72% من الأعراق الأخرى و4.89% من عرقين مختلطين أو أكثر و29.15% من الهسبانيون أو اللاتينيون من أي عرق.
بلغ عدد الأسر 22,941 أسرة كانت نسبة 48.1% منها لديها أطفال تحت سن الثامنة عشر تعيش معهم، وبلغت نسبة الأزواج القاطنين مع بعضهم البعض 69% من أصل المجموع الكلي للأسر، ونسبة 10.4% من الأسر كان لديها معيلات من الإناث دون وجود شريك، بينما كانت نسبة 4.8% من الأسر لديها معيلون من الذكور دون وجود شريكة وكانت نسبة 15.8% من غير العائلات. تألفت نسبة 11.8% من أصل جميع الأسر من عدة أفراد يعيشون في نفس المنزل ونسبة 3.1% كانت تتألف من شخص يعيش بمفرده يبلغ من العمر 65 عاماً أو أكثر. وبلغ متوسط حجم الأسرة المعيشية 3.25، أما متوسط حجم العائلات فبلغ 3.54.
بلغ العمر الوسطي للسكان 36.6 عاماً. وكانت نسبة 27.1% من القاطنين تحت سن الثامنة عشر، وكانت نسبة 9.6% بين الثامنة عشر والرابعة والعشرين عاماً، ونسبة 27% كانت واقعةً في الفئة العمرية ما بين الخامسة والعشرين والرابعة والأربعين عاماً، ونسبة 29.3% كانت ما بين الخامسة والأربعين والرابعة والستين، ونسبة 7% كانت ضمن فئة الخامسة والستين عاماً فما فوق. وتوزع التركيب الجنسي للسكان بنسبة 49.4% ذكور و50.6% إناث.

## أعلام
- زاك كولير
- كيفن غوبي
- تشارلز براون
- تايلر ويلسون
- مايك راندولف